# Shanchuan
Shanchuan (kinesiska: 山川镇, 山川) är en köping i Kina. Den ligger i provinsen Sichuan, i den sydvästra delen av landet, omkring 200 kilometer sydost om provinshuvudstaden Chengdu. Antalet invånare är 21 285. Befolkningen består av 10 749 kvinnor och 10 536 män. Barn under 15 år utgör 15,0 %, vuxna 15-64 år 71 %, och äldre över 65 år 12,0 %.
Genomsnittlig årsnederbörd är 1 434 millimeter. Den regnigaste månaden är september, med i genomsnitt 295 mm nederbörd, och den torraste är december, med 19 mm nederbörd.